# Red Elvises
Red Elvises (с англ. — «Красные Элвисы») — американская рок-группа выходцeв из СССР, основанная в 1995 году в Калифорнии.
Группа играет в жанрах: серф, фанк, рокабилли и фолк-music. Своим названием коллектив обязан Элвису Пресли и советскому прошлому участников. Песни исполняются на английском и русском языках.

## История

### 1994—1999
Олег Бернов и Игорь Юзов начинали в группе «Лимпопо», которая принимала участие в конкурсе, аналогичному фабрике звезд, благодаря чему уже получили некоторую известность в Америке. После этого была создана группа «Red Elvises», на тот момент состоявшая из Олега Бернова, игравшего на бас-балалайке, вокалиста Игоря Юзова и гитариста Евгения Колыханова. В таком составе группа отправилась покорять улицы Санта-Моники (Калифорния). Во время одного из выступлений к ним присоединился первый ударник группы — Андрей Баранов.
Через некоторое время на них стали поступать жалобы от владельцев окрестных магазинов, из-за того что, играя свою музыку, «Красные Элвисы» собирали огромные толпы людей и мешали их бизнесу. После чего музыканты отправились покорять Америку, играя бессчетное количество концертов в год, стали узнаваемыми практически во всех городах Соединённых Штатов. В промежутках между выступлениями в 1995 году они записали свой первый альбом — Grooving to the Moscow Beat. 1998 год стал для них первым прорывом — после записи успешного альбома I Wanna See You Bellydance, на заглавную песню которого был снят видеоклип.

### Шестиструнный самурай
19 января 1996 года состоялся самый первый концерт «Красных Элвисов» в месте под названием Rusty’s Surf Ranch (Santa Monica Pier). На этом выступлении присутствовали Лэнс Манджиа и Джефри Фэлкон, которые после концерта подошли к музыкантам и сообщили, что собираются снимать кино и хотели бы использовать их музыку в фильме. Через год они действительно объявились и даже предложили небольшие деньги. В результате появился фильм «Шестиструнный самурай», в котором «Элвисы» исполнили небольшие роли, а Лэнс Манджиа снял для группы два видеоклипа на песни «Boogie on the Beach» и «Love Pipe». Последний был показан на канале MTV в разных странах мира.

### 2000—2004
В 2000 году группа кардинально изменила стиль, записав диск Shake Your Pelvis — эксперимент в танцевальной музыке диско, который сильно отличался от предыдущих альбомов. После этого группу покинул барабанщик. Весь следующий год Олегу Бернову приходилось чаще играть на ударных, чем на красной бас-балалайке.

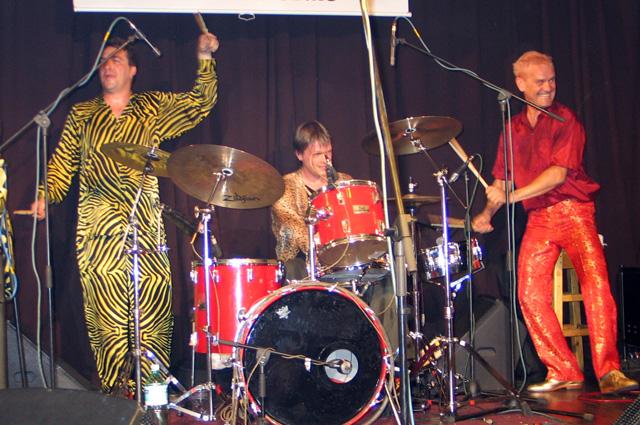
Red Elvises: соло на барабанах (Юзов, Гаст, Бернов)

Родилась новая традиция — во время выступлений все трое поочередно менялись на ударных — так появилось соло на барабанах, когда все трое хватали барабанные палочки и под громкие восторженные крики зрителей устраивали шоу во время исполнения песни «Sad Cowboy Song». В 2002 году «Красные Элвисы» записали альбом на русском языке (кроме двух песен) и впервые приехали в Россию. Помимо этого принимая участие в съемках фильма «Невеста по почте» (Mail Order Bride), к которому они так же написали саундтрек.
К концу 2002 года группу покинул Колыханов ради участия в своем собственном проекте «Zeerok», кардинально отличающимся от музыкального стиля Элвисов. Юзов перешёл на гитару, а Олег вернулся к бас-балалайке. Появились и новые члены команды: Олег «Шрамм» Горбунов на клавишных и аккордеоне и Адам Гаст (Adam Gust) на ударных. Но через год и они покинули коллектив ради других проектов. В скором времени в группе появились ещё три человека: уроженец Украины Роман Дудок на саксофоне и флейте, американец Крэйг Пайло (Craig Pilo) на барабанах и ещё один русский — Алекс[какой?] на клавишах. В 2004 году «Красные Элвисы» записали свой одиннадцатый по счёту альбом, Lunatics & Poets, продолжающий традиции рок-н-ролла в сочетании с русскими традициями, в записи которого приняли участие Олег Горбунов и Адам Гаст.

### 2005—2015

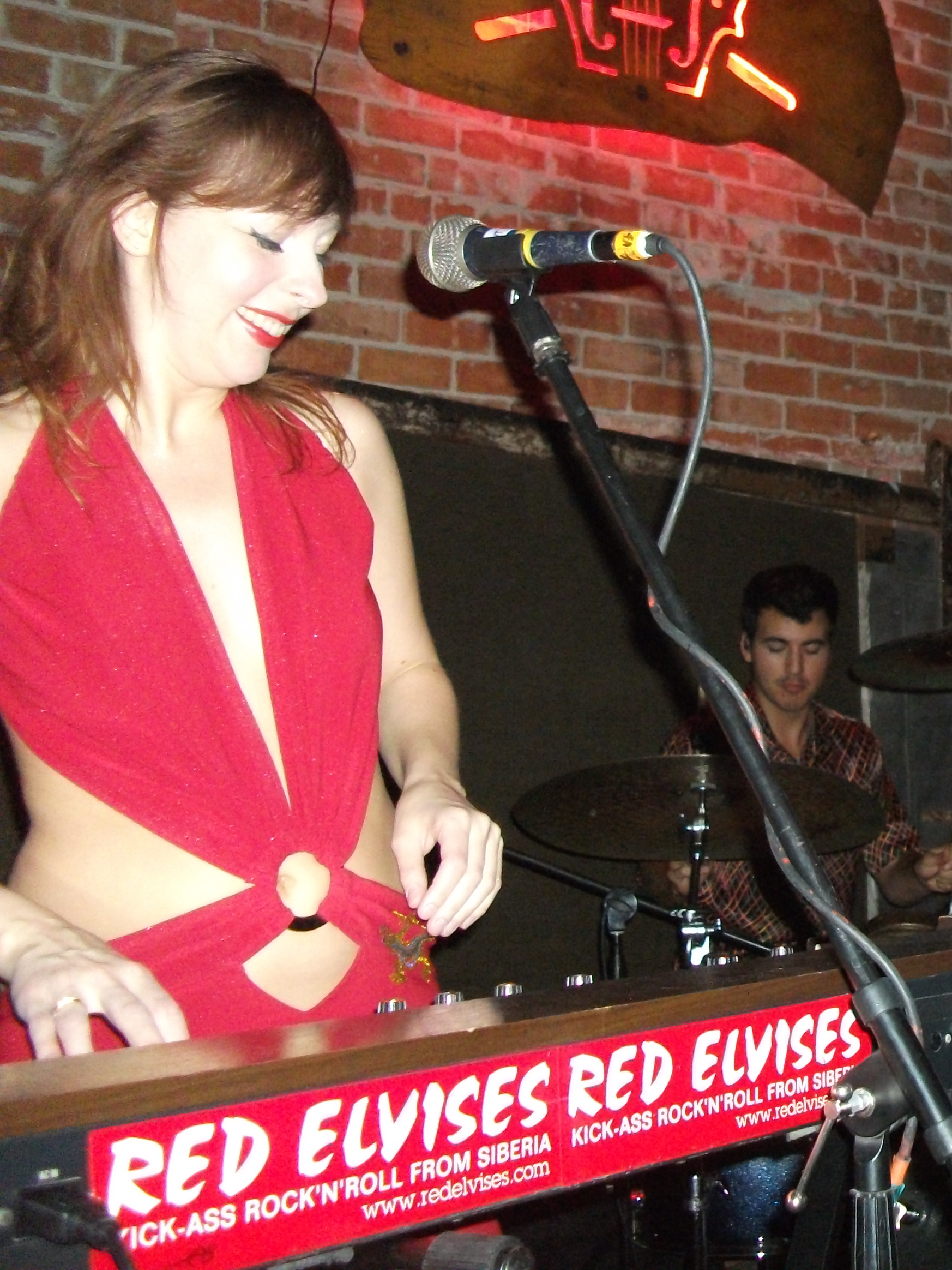
Елена Шеманкова — клавиши, аккордеон

Начиная с 2001 года «Элвисы» стали ежегодно гастролировать по России. Результатом одного из выступлений стал концертный DVD, увидевший свет в 2006 году. С 2006 по 2010 год в группе играла на клавишных и аккордеоне москвичка Елена Шеманкова.
В 2007 году в результате сотрудничества с солистом группы Король и Шут Михаилом Горшенёвым появилась песня «Don’t Crucify Me» (Музыка — Горшенёв, слова — Юзов), которая в 2008 году вошла в альбом «Красных Элвисов» Drinking With Jesus, выполненный в стиле паб-рок с ярко выраженными народными мотивами и рокабилли. Изначально планировалась запись полноценного совместного альбома, однако в итоге всё ограничилось одной песней. А музыка, написанная Горшенёвым для других песен, позднее перекочевала в композиции «Короля и шута» «Вестник» и «Театральный демон».
В 2012 году группа исполнила старую песню «Don’t crucify me» совместно с бывшим басистом группы «Король и Шут» Александром Балуновым и солистом Михаилом Горшеневым.
В 2014 году вышел альбом Bacon.

## Состав группы

### В России, состав
- Игорь Юзов — лидер, вокал, гитара, клавишные
- Тимур Поповкин — контрабас-балалайка, бас-гитара, вокал
- Павел Войсков — ударные
- Елена Шеманкова — клавиши, аккордеон
- Юрий Кривошеин — гитара

### В разное время в группе играли (играют)
- Олег Бернов — бас-гитара, вокал
- Евгений Колыханов (Женя Рок) — гитара, вокал
- Avi Sills — ударные
- Kfir Melamed — бас-гитара
- Anna Petrova — гитара
- Lior Ron — духовые
- Oran Ben Avi — духовые
- Asaf Rodeh — гитара
- Craig Pilo — ударные
- Beth Garner — гитара
- Андрей Баранов — ударные
- Monica DeMarco — клавиши
- Regina Zernay — бас-гитара
- Alex Feather Akimov
- Adam Gust — ударные
- Oleg Schramm — гитара
- Olga «Laska» Khomich — гитара
- Geliana Mihaylova — бас-гитара
- Sarah Johnson — клавиши, саксофон, флейта, вокал
- Алексей Блохин — клавиши

## Дискография

### Альбомы
- 1996 — Grooving to the Moscow Beat
- 1997 — Surfing in Siberia
- 1998 — I Wanna See You Bellydance
- 1998 — Six-string Samurai (OST)
- 1999 — Russian Bellydance
- 1999 — Better Than Sex
- 2000 — Shake Your Pelvis
- 2001 — Bedroom Boogie
- 2001 — Welcome to the Freakshow
- 2002 — Rokenrol
- 2004 — Lunatics & Poets
- 2007 — 30 Greatest Hits
- 2008 — Drinking with Jesus
- 2008 — Made in Santa Monica
- 2014 — Bacon
- 2017 — She Works For KGB

### Концертные альбомы
- 1999 — Live at the Great American Music Hall
- 2006 — Live in Moscow DVD
- 2012 — Live in Montana